# فلويد بنيت
فلويد بنيت (بالإنجليزية: Floyd Bennett)‏ ملاّح جوي ومكتشف أمريكي. ولد بالقرب من وارنسبيرج بنيويورك بالولايات المتحدة الأمريكية. قاد أول طائرة إلى القطب الشمالي؛ إذ طار مع ريتشارد بيرد من سبيتسبيرجين في الدائرة القطبية إلى القطب الشمالي في 9 مايو 1926. وقد تسلما أوسمة الشرف من الكونغرس الأمريكي عن تلك الرحلة الجوية. كما طار بنيت أيضًا مع بيرد ضمن بعثة دونالد ماكميلان لاستكشاف جرينلاند عام 1925. كما سُمي كل من مطار فلويد بنيت في بروكلين بمدينة نيويورك والطائرة التي استخدمها بيرد في أول رحلة له إلى القطب الجنوبي عام 1929 باسم بنيت.